# Krone (Heraldik)
Die Krone kann in der Heraldik im Wappenschild (hier dann als gemeine Figur) oder im Oberwappen dargestellt sein.

## Verwendung und Gestaltung
Die Art der Krone im Wappen wird in der Wappenbeschreibung festgelegt. Welche Kronenform gewählt wird, ist von der gesellschaftlichen Stellung des Wappenträgers abhängig und wird mit der gewählten Rangkrone gezeigt. Sie wertet das Wappen auf. Für die einfache Darstellung (Krone ohne Rangsymbolik) hat sich aber, wenn nicht ausdrücklich abgewichen wird, die dreizackige Krone mit kleeblatt- oder lilienförmigen Kronenzinken über dem Kronenreif verbreitet (siehe Blattkrone). Bevorzugt wird die Farbe der gewählten Krone blasoniert, zusätzlich die Detaildarstellung (Zackenform und Zahl, Edelsteine), soweit die Wappengröße es zulässt, und es nötig ist, oder speziellere Formen wie Bügelkrone, Zackenkrone und Ähnliches.
Die Krone kann als eigene Wappenfigur im Schild schweben, besonders aber als schmückendes Attribut einem Wappentier oder einer menschlichen Figur oder anderen gemeinen Figuren wie Kreuz und Säule aufgesetzt (Blasonierung: gekrönt), oder aufgelegt (eine Krone aufgelegt). Gelegentlich wird die Krone auch Wappentieren über den Hals gezogen, wie es beim Schwan beispielsweise vorkommen kann (halsgekrönt). Auch übergestülpt ist es beim Kreuz üblich. Das trifft auch für Kronen über dem Schild zu. Bei gekrönten Wappentieren darf es zum Farbenkonflikt kommen, wenn etwa ein Heiligenschein den Kopf umgibt, ein Schwan (natürlicherweise silber) goldgekrönt ist, oder die Wappenfarbe (der Untergrund) der Kronenfarbe gleicht: Kleinere Attribute müssen die Farbregel nicht streng befolgen.
Vielen Wappen ist eine Krone auf den oberen Schildrand aufgesetzt, oder sie schwebt über dem Schild. Die verwendete Krone entspricht in der Regel der langen Entwicklungsgeschichte des Wappens, kann aber auch nur die einfache Rangkrone sein.
Oft ist auch auf den Wappenhelm eine Krone gesetzt und heißt dann speziell Helmkrone. Die beiden Darstellungen sind eigentlich gleichbedeutend, da man den Helm nur im Vollwappen präsentiert, die Rangkrone aber bei Weglassen des Oberwappens erhalten bleiben soll. Besonders Territorialwappen führen oft nur eine Rangkrone am Schild, sonst bildet diese Darstellung auch das Kleine Wappen.
In Flieden beruht die Krone auf einem örtlichen Missverständnis.

## Varianten der Krone
Zu den heraldischen Rangkronen zählen im Prinzip auch die ganzen Hüte (Herzogshut und Ähnliches) sowie die Mitra (Bischofsmütze), auch Inful genannt, ein lateinischer Begriff, der wie das gleichbedeutende griechische Mitra (Stirnbinde) seit dem Hochmittelalter im Abendland zur Bezeichnung der Bischofsmütze dient. Sie werden aber wie die Krone meist nur im Oberwappen verwendet. Eine besondere Form stellt die Tiara dar – sie findet nur in päpstlichen Wappen ihre Anwendung.
Im Oberwappen stellt die Mauerkrone eine besondere Form der Wappendekoration dar. Sie ist ein republikanisches Symbol und meist bei Wappen der Städte zu finden. Während in Deutschland nach Ende der Monarchie die Volkskrone eingeführt wurde, ziert den Österreichischen Adler eine Mauerkrone.
Außerdem finden sich zahlreich spezielle Kronen, namentlich die Reichskrone, die Rudolfskrone der Habsburger und die Heilige Stephanskrone Ungarns oder die langobardische Eisenkrone (Lombardei): Sie haben ein ganz konkret festgelegtes Aussehen, das auch in der Heraldik eingehalten wird.
Wappen mit drei Kronen im Schild werden als Drei-Kronen-Wappen bezeichnet.

## Beispiele

vierzackige Mauerkrone (Bad Homburg vor der Höhe)
im Schildfuß eine Krone in verwechselten Farben (Bad Neuenahr-Ahrweiler)
im oberen Feld schwebend (Baustert)
mit Hermelinstulp (Epfendorf)
Drei Kronen im Schildhaupt (Gondorf)
Mauer- und Lagerkrone (Kronach)
Krone, darauf Federbusch als Helmzier (Kronberg im Taunus)
Schwebende Kaiserkrone über dem Reichsapfel (Landkreis Lichtenfels)
Mauerkrone (Bezirk Tempelhof-Schöneberg von Berlin)
Rangkrone (Kanarische Inseln)
Stilisierte Krone auf dem Wappen (Kroatien)
Gekrönter Doppeladler mit schwebender Kaiserkrone (Russland)
Krone über Schild und Wappenzelt (Serbien)
Krone über den Schild (Stephanskrone) und über ein Kreuz gezogen (Ungarn)